# Hypochrysops hylaithus
Hypochrysops hylaithus är en fjärilsart som beskrevs av Hans Fruhstorfer 1908. Hypochrysops hylaithus ingår i släktet Hypochrysops och familjen juvelvingar. Inga underarter finns listade i Catalogue of Life.